# Alexandra Rexová
Alexandra Rexová (Bratislava, 5 agosto 2005) è una sciatrice alpina slovacca ipovedente, che ha rappresentato la Slovacchia alle Paralimpiadi invernali del 2022, vincendo due medaglie, un oro e un bronzo.

## Biografia
Ha la malattia di Stargardt, che colpisce la visione centrale. La sua vista è iniziata a deteriorarsi tra i sei ei sette anni. Ha iniziato a pattinare e sciare all'età di quattro anni, insieme alla madre. Dopo la nascita di suo fratello, ad accompagnarla nello sci è stato il nonno. Componente del club SKZP Pegas Remata di Handlová, è allenata da Martin Makovnik e Roman Petrik, allenatore della squadra nazionale.
A dicembre 2020, in seguito ad una caduta, ha subito una lieve commozione cerebrale. Dopo cure ospedaliere, è tornata sulle piste diversi giorni dopo. Risiede a Zohor, in Slovakia.

## Carriera
Rexová ha rappresentato la Slovacchia alle Paralimpiadi invernali di Beijing del 2022. Ha vinto una medaglia d'oro nel superG (con il tempo di 1:17.01 si è piazzata davanti alla britannica Menna Fitzpatrick, argento in 1:18.79 e alla cinese Daqing Zhu, bronzo in 1:19.30) e una medaglia di bronzo nello slalom speciale in 1:36.31 (sul podio, al 1º posto Veronika Aigner con 1:31.53 e al 2º posto Barbara Aigner in 1:33.24).
A Pekino 2022, Rexová ha gareggiato anche nell'eventoo di discesa libera VI, dove si è posizionata al 4º posto e nello slalom gigante dove ha concluso la gare al 5º posto; ai Mondiali di Espot 2023 ha vinto la medaglia d’argento nella combinata e quella di bronzo nella discesa libera e si è classificata 6ª nello slalom gigante e 4ª nello slalom speciale. Nella stagione 2023-2024 in Coppa del Mondo si è aggiudicata la classifica generale e si è piazzata 2ª in quelle di supergigante, slalom gigante e slalom speciale e 3ª in quella di discesa libera. Ai Mondiali di Maribor 2025 ha vinto la medaglia di bronzo nello slalom speciale; in quella stagione 2024-2025 in Coppa del Mondo si è piazzata 3ª nella classifica di discesa libera.

## Palmarès

### Paralimpiadi
- 2 medaglie:
  - 1 oro (supergigante VI a Pechino 2022)
  - 1 bronzo (slalom speciale VI a Pechino 2022)

### Mondiali
- 3 medaglie:
  - 1 argento (combinata a Espot 2023)
  - 1 bronzo (discesa libera a Espot 2023)
  - 1 bronzo (slalom speciale a Maribor 2025)